# Вакар, Василий Модестович
Василий Модестович Вакар (3 ноября 1853 — 4 марта 1914) — русский судебный деятель, действительный статский советник, почётный мировой судья. Член IV Государственной думы, товарищ председателя Прогрессивной фракции.

## Биография
Православный. Из потомственных дворян Тамбовской губернии. Землевладелец той же губернии (350 десятин).
Сын генерал-майора Модеста Алексеевича Вакара.
В 1872 году после окончания Александровского лицея служил в Министерстве народного просвещения. В 1873 году перешёл на службу кандидатом на судебную должность при прокуроре Саратовской судебной палаты.
С 1876 года заместитель, затем председатель Асхабадского окружного суда, с 1880 года прокурор Астраханского окружного суда. С 1882 года товарищ прокурора и член Тамбовского окружного суда, с 1884 года судебный следователь Саратовского окружного суда.
В 1886 году был назначен председателем Уманского окружного суда. Дослужился до чина действительного статского советника (1901).
С 1902 года почётный мировой судья.
В 1909 году вышел в отставку и посвятил себя общественной деятельности. Избирался гласным Тамбовского уездного и губернского земских собраний, председателем Уманского благотворительного общества и членом Тамбовского училищного совета (с 1910).
По отзыву тамбовского полицмейстера (ноябрь 1912 года), пользовался большим авторитетом в либеральных кругах Тамбова как «старый судебный деятель, пострадавший в освободительную эпоху». Загородная дача Вакара была в 1912 году одним из мест проведения предвыборных собраний тамбовских либералов.
В 1912 году был избран членом IV Государственной думы от 1-го съезда городских избирателей города Тамбова. Был товарищем председателя прогрессивной фракции, товарищем председателя комитета по судебной реформе, член комиссий: по местному самоуправлению.
Умер 4 марта 1914 года на рабочем месте.

## Награды
- Орден Святой Анны 2 степени (1898);
- Орден Святого Владимира 3 степени (1904);
- Орден Святого Станислава 1 степени (1906).

## Семья
Был женат на Елизавете Сергеевне Гусевой. Их дети:
- Сергей (1892-1981) — штабс-ротмистр, учился в Варшавском политехническом институте, в 1915 году закончил Елисаветградское кавалерийское училище, участник Первой мировой войны, в Гражданскую войну воевал на стороне Вооружённых сил Юга России. После победы большевиков, жил в Югославии. Во Вторую мировую войну служил в Русском корпусе. После войны жил в Аргентине. Автор ряда сочинений по русской коннице, мемуаров.
- Николай (1889-1938) — выпускник Уманской гимназии (с золотой медалью, 1907) и юридического факультета Киевского университета. После революции работал юристом на Ревдинском металлургическом заводе. Проживал: Свердловская обл., Ревдинский р-н, г. Ревда. В декабре 1937 был арестован, в июле 1938 расстрелян[1].

Братья, сестры:
- Виктор (1853—1930) — действительный статский советник, почётный мировой судья, общественный деятель;
- Платон (1853—1928) — действительный статский советник, член Киевского губернского Присутствия по крестьянским делам;
- Анатолий (1856-1911) — статский советник, был председатель Прокуратории Царства Польского, его сыновьями были известный польский экономист Алексы Вакар и профессор Борис Анатольевич Вакар;
- Николай;
- Мария.

## Сочинения
- Привилегия безответственности: Речи членов Государственной думы В. М. Вакара и М. И. Гродзицкого. СПб., 1914 г.